# めぐりドコロ
『めぐりドコロ』は、睦茸による日本の漫画作品。ワニマガジン社（COMIC X-EROS）発行。

## あらすじ
ある日小岩は幼馴染のめぐるに宿題を教えてもらうよう頼む｡めぐるはいやいやながらそれを承諾する｡そして小岩の家の中から物語始まる｡

## 登場キャラクター

### めぐりドコロ
めぐる
本作の主人公。一人称は｢ボク」。
非常にグラマーな三つ編みのクールビューティー。才色兼備な優等生だが、プライベートは無防備。
小岩〈こいわ〉
本作のもう1人の主人公。めぐるの幼馴染。

## 単行本
- 2015年8月31日発売 ISBN 9784862693877